# Donald Jowett
Donald Jowett (ur. 4 grudnia 1866 w Bradford, zm. 27 sierpnia 1908 w Heckmondwike) – angielski rugbysta, reprezentant kraju.
W latach 1889–1891 rozegrał sześć spotkań dla angielskiej reprezentacji zdobywając poprzez podwyższenie dwa punkty.